# Gnidia sericea
Gnidia sericea är en tibastväxtart som beskrevs av Carl von Linné. Gnidia sericea ingår i släktet Gnidia och familjen tibastväxter. Utöver nominatformen finns också underarten G. s. hirsuta.